# Jižní Korea na Letních olympijských hrách 1976
Jižní Koreu na Letních olympijských hrách v roce 1976 v kanadském Montréalu reprezentovala výprava 50 sportovců (38 mužů a 12 žen) v 5 sportech.

## Medailisté
| Medaile | Jméno | Sport    | Soutěž                     |
| ------- | --- | -------- | -------------------------- |
| Zlato   | Jang Čung-mo | Zápas    | muži, volný styl do 62 kg  |
| Stříbro | Chang Eun-kyung | Judo     | Muži do 63 kg              |
| Bronz   | Park Young-chul | Judo     | Muži do 80 kg              |
| Bronz   | Cho Jae-gi | Judo     | Muži bez rozdílu hmotnosti |
| Bronz   | Čon He-sop | Zápas    | muži, volný styl do 52 kg  |
| Bronz   | Baik Myung-sun Byon Kyung-ja Chang Hee-sook Jo Hea-jung Lee Soon-ok Lee Soon-bok Ma Kum-ja Park Mi-kum Yu Jung-hye Yu Kyung-hwa Jung Soon-ok Yoon Young-nae | Volejbal | turnaj žen                 |